# عبد المنعم الجندي
عبد المنعم الجندي (12 يونيو 1936 ـ 17 مارس 2011) هو ملاكم مصري هاوٍ في وزن الذبابة. شارك في دورة الألعاب الأولمبية الصيفية 1960 باسم الجمهورية العربية المتحدة، وحصل على ميدالية برونزية.

## روابط خارجية
- عبد المنعم الجندي على موقع أوليمبيديا (الإنجليزية)